# Єркошень
Єркошень, Єркошені (рум. Iercoșeni) — село у повіті Арад в Румунії. Входить до складу комуни Шиліндія.
Село розташоване на відстані 385 км на північний захід від Бухареста, 54 км на схід від Арада, 132 км на захід від Клуж-Напоки, 87 км на північний схід від Тімішоари.

## Населення
За даними перепису населення 2002 року у селі проживали 58 осіб, усі — румуни. Усі жителі села рідною мовою назвали румунську.